# Sentimento
Sentimento ist das neunte Studioalbum des italienischen Tenors Andrea Bocelli. Das Klassikalbum erschien im November 2002 und avancierte zum Millionenseller in Europa und den Vereinigten Staaten.

## Entstehung und Veröffentlichung
Die Erstveröffentlichung von Sentimento erfolgte am 4. November 2002 bei Philips Records und Sugar Records. Das Album erschien in seiner Originalausführung als CD mit 16 Titeln (Katalognummer: 470 400-2). Am 10. August 2018 erschien eine remasterte Ausführung als CD, Download und Streaming, diese wurde durch den Bonustitel 	Vaghissima sembianza erweitert (Katalognummer: Decca/Sugar 483 0868).
Nach eigener Aussage sei Bocelli mit einer von ihm zusammengestellten Liste zu Lorin Maazel gegangen und habe ihn gebeten, mit ihm zusammen diese Stücke aufzunehmen. Nach dessen Zusage wurde Bocelli unter der Leitung Maazels vom London Symphony Orchestra begleitet, wobei Maazel auch als Geiger auftrat. Die Aufnahmen begannen am 30. September 2000 im BBC-Studio in London und dauerten bis zum 7. Oktober.
Im dazugehörigen Begleitheft wurde ein von Maazel verfasster Text beigefügt, der als Einleitung dienen sollte. Abschließend schrieb Maazel: May the pleasure we have had in embarking on this new venture be shared by those who listen (Möge das Vergnügen, das wir beim Durchführen dieses Unternehmens hatten, mit all denen geteilt werden, die es hören).

## Titelliste
1. En Aranjuez Con Tu Amor
2. Mattinata
3. Barcarolle
4. L’alba Sepera Della Luce L'ombra
5. Sogno d’amore
6. La Serenata
7. L’ultima Canzone
8. Malia
9. La Danza
10. Ideale
11. Sogno
12. Plaisir d’amour
13. Musica Proibita
14. Occhi Di Fata
15. A Vucchella
16. Vorrei Morire!

Bonustitel
- Vaghissima Sembranza

## Tournee
Kurz nach dem öffentlichen Verkauf des Albums bereisten Maazel und Bocelli Großbritannien, um das Album dort vorzustellen. Auf der Insel erwies es sich als erfolgreich, es konnte den siebten Platz in den Charts belegen, auf den Klassikcharts schaffte es sogar die Spitzenplatzierung. In Manchester gab Bocelli ein Konzert vor etwa 13.000 Menschen, im Wembley-Stadion in London wohnten etwa 10.000 Menschen bei, um ihn zu hören.

## Preise
- 2003: Classical BRIT Award für Album des Jahres
- 2003: Classical BRIT Award für Best selling classical album

## Kommerzieller Erfolg

### Chartplatzierungen
| ChartsChartplatzierungen       | Höchstplatzierung | Wochen |
| ------------------------------ | ----------------- | ------ |
| Italien (FIMI)                 | 11 (14 Wo.)       | 14     |
| Österreich (Ö3)                | 14 (11 Wo.)       | 11     |
| Schweiz (IFPI)                 | 22 (10 Wo.)       | 10     |
| Vereinigte Staaten (Billboard) | 12 (20 Wo.)       | 20     |
| Vereinigtes Königreich (OCC)   | 58 (2 Wo.)        | 2      |

| ChartsJahrescharts (2003)      | Platzierung |
| ------------------------------ | ----------- |
| Vereinigte Staaten (Billboard) | 108         |

### Auszeichnungen für Musikverkäufe
| Land/Region                  | Auszeichnungen für Musikverkäufe (Land/Region, Auszeichnung, Verkäufe) | Verkäufe  |
| ---------------------------- | ---------------------------------------------------------------------- | --------- |
| Australien (ARIA)            | Platin                                                                 | 70.000    |
| Dänemark (IFPI)              | Gold                                                                   | (25.000)  |
| Europa (IFPI)                | Platin                                                                 | 1.000.000 |
| Kanada (MC)                  | Platin                                                                 | 100.000   |
| Neuseeland (RMNZ)            | Platin                                                                 | 15.000    |
| Niederlande (NVPI)           | Gold                                                                   | (15.000)  |
| Norwegen (IFPI)              | Gold                                                                   | (15.000)  |
| Schweden (IFPI)              | Gold                                                                   | (30.000)  |
| Schweiz (IFPI)               | Gold                                                                   | (20.000)  |
| Ungarn (MAHASZ)              | Platin                                                                 | (20.000)  |
| Vereinigte Staaten (RIAA)    | Platin                                                                 | 1.000.000 |
| Vereinigtes Königreich (BPI) | Platin                                                                 | (300.000) |
| Insgesamt                    | 5× Gold · 7× Platin ·                                                  | 2.185.000 |

Hauptartikel: Andrea Bocelli/Auszeichnungen für Musikverkäufe